# Handball-Club Leipzig
Handball-Club Leipzig este un club de handbal feminin din Leipzig, Germania, care evoluează în Handball-Bundesliga Frauen și a participat în mod regulat în Liga Campionilor EHF, Cupa EHF și în fostele competiții Cupa Campionilor Europeni și Cupa Cupelor EHF. Handball-Club Leipzig este unul din cele mai titrate cluburi feminine de handbal din Germania, având în palmares 21 de titluri naționale și mai multe trofee în diverse alte competiții.

## Palmares
- Campionatul RDG (handbal în sală): 
  - Câștigătoare (15):  1953, 1957, 1965, 1968, 1969, 1970, 1971, 1972, 1973, 1975, 1976, 1978, 1984, 1988

- Campionatul RDG (handbal pe terenul de sport): 
  - Câștigătoare (2):  1956, 1967

- Handball-Bundesliga Frauen:
  - Câștigătoare (6):  1991, 1998, 1999, 2002, 2006, 2009, 2010

- Cupa RDG:
  -  Câștigătoare (2): 1983, 1987

- Cupa Germaniei:
  -  Câștigătoare (6): 1996, 2000, 2006, 2007, 2008, 2014

- Supercupa Germaniei:
  -  Câștigătoare (1): 2008

- Cupa Campionilor Europeni:
  -  Câștigătoare (2): 1966, 1974
  - Finalistă (4): 1967, 1970, 1972, 1977

- Cupa Cupelor EHF:
  -  Câștigătoare (2): 1978, 1997

- Cupa EHF:
  -  Câștigătoare (2): 1986, 1992
  - Finalistă (1): 2009

## Echipa

### Lotul de jucătoare
Conform paginii oficiale a clubului, lotul pentru sezonul 2014–15 este
| Portari - 12 Katja Schülke - 22 Nicole Roth Extreme - 05 Alexandra Mazzucco - 09 Helena Hertlein - 19 Kaya Diehl - 26 Michelle Urbicht Pivoți - 08 Anne Müller - 13 Luisa Schulze - 29 Isa-Sophia Rösike | Linia de 9 metri - 07 Þorgerður Anna Atladóttir - 11 Nicole Lederer - 14 Karolina Kudłacz - 17 Anne Hubinger - 18 Saskia Lang - 25 Roxana Alina Ioneac |

### Banca tehnică
- Manager: Kay-Sven Hähner
- Antrenor principal:  Norman Rentsch
- Antrenor secund: Max Berthold
- Antrenor cu portarii: Wieland Schmidt
- Preparator fizic: Isabelle Kellmann
- Fizioterapeut: Christian Markus
- Fizioterapeut: Danilo Menge
- Medic: Gotthard Knoll

## Foste jucătoare notabile
| - Natalie Augsburg - Carola Ciszewski - Maike Daniels - Silvana Dathe - Sandra Degenhardt - Sybille Gruner - Grit Jurack - Katja Langkeit - Ulrike Mertesacker - Susann Müller - Nikola Pietzsch | - Nora Reiche - Michaela Schanze - Anja Schneider - Ulrike Stange - Nina Wörz - Ingrida Radzevičiūtė - Reda Urbonavičienė - Milica Danilović - Gerd-Elin Albert - Sofie Løken Dahl - Mette Ommundsen | - Else-Marthe Sørlie Lybekk - Ragnhild Sørlie - Camilla Thorsen - Heidi Tjugum - Renate Urne - Tone Wølner - Katrine Fruelund - Sara Eriksson - Sara Holmgren - Maura Visser - Debbie Bont |

## Antrenori
| Perioadă            | Antrenor                        |
| ------------------- | ------------------------------- |
| 1995–2004           | Maik Nowak                      |
| 2004–2006           | Martin Albertsen                |
| 2006–2008           | Morten Arvidsson                |
| 2008–2011           | Heine Jensen                    |
| 2011–2013           | Stefan Madsen                   |
| 2013–ianuarie 2014  | Thomas Ørneborg                 |
| ianuarie–iunie 2014 | Wieland Schmidt și Max Berthold |
| iunie 2014–         | Norman Rentsch                  |